# 최용진 (스피드스케이팅 선수)
최용진(1922년 10월 15일 ~ 생사불명)은 대한민국의 스피드스케이팅 선수이다. 대한민국이 처음 출전한 1948년 동계 올림픽에 대한민국 대표팀 감독으로 참가했다. 대회 도중 문동성 선수가 노르웨이 선수와 부딪혀 부상을 입어 최용진 감독이 대신 선수로 참가했다. 최용진 감독은 500m에서 공동 21위(45초 7), 1000m에서 31위(2분 29초 8)를 기록했다.